# Hrady na Malši
Hrady na Malši je spolek snažící se o záchranu a propagaci hradů a tvrzí v okolí řeky Malše.

## Historie
Sdružení vzniklo v roce 2000 jako Společnost pro hrad Pořešín. V roce 2004 došlo k přejmenování na Hrady na Malši. Sdružení Hrady na Malši je členem památkové asociace Europa Nostra, které má sídlo v Haagu v Nizozemsku. Dále také spolupracuje s Archeologickým ústavem Akademie věd České republiky, Národním památkovým ústavem, Národním archivem a dalšími institucemi.
Jako cíl si sdružení vytyčilo zachování a konzervaci hradů na ležících nad řekou Malší. Dále se pokouší o revitalizaci zemské cesty z rakouského Freistadtu do Českých Budějovic. Sdružení také pořádá řadu kulturních akcí se zaměřením na handicapované děti.
Čestným předsedou sdružení byl kastelolog Tomáš Durdík, čestným členem pak Petr Chotěbor ze Správy Pražského hradu.

## Objekty ve správě

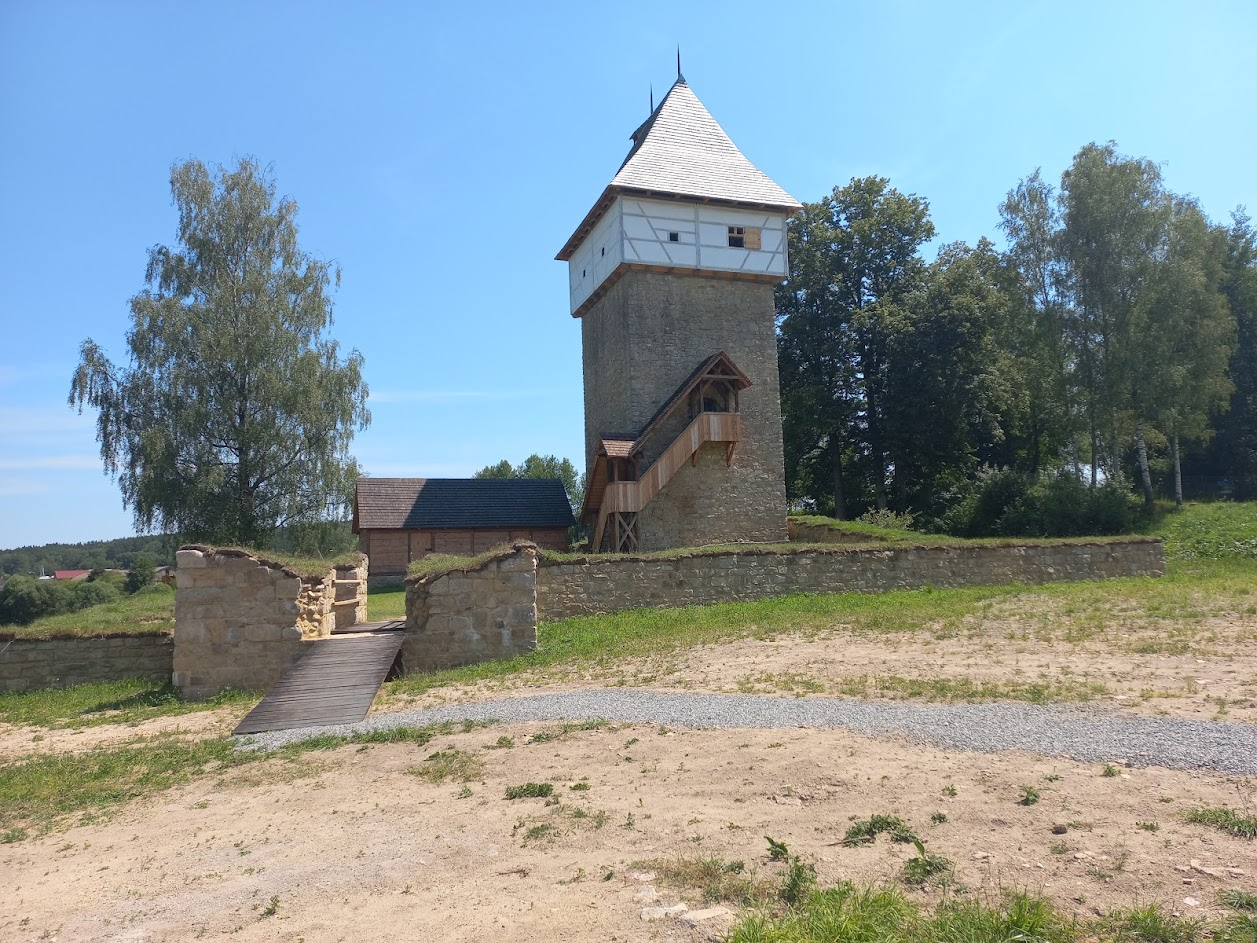
Tvrz Tichá, stav 2022

LouzekNa hradě Louzku byl za pomoci majitele, společnosti Lesy České republiky, a obce Bujanov proveden záchranný archeologický výzkum. V roce 2009 byl nedaleko hradu postaven dřevěný srub sloužící jako zázemí pro výzkumné práce. V roce 2007 byl představen projekt na vybudování naučné stezky vedené okolím Louzku.
PořešínPráce na hradě začaly v roce 1998, tehdy ještě pod vedením sdružení Společnost pro hrad Pořešín. Na hradě každoročně probíhají archeologické práce, kterých se účastní také Západočeská univerzita v Plzni a společnost Archaia Praha. Nedaleko hradu je plánována výstavba budovy, která by fungovala jako muzeum s ukázkami předmětů nalezených na hradě. Během letních měsíců jsou na hradě pořádány různé kulturní akce.
SokolčíZa pomoci obce Benešov nad Černou byl proveden stavební průzkum a také proběhly konzervační práce. Pod hradem došlo k umístění informačního panelu s poznatky o hradě a s historií objektu.
TicháOd roku 2000 se sdružení snažilo získat tvrz do svého vlastnictví. Sdružení tvrz zakoupilo v roce 2008 společně s obcí Dolní Dvořiště za 450 000 korun. Následovalo vykácení náletových dřevin, provedení stavebního průzkumu a v létě 2009 provedení archeologického výzkumu pod vedením Archeologického ústavu Akademie věd, kterého se zúčastnila také Západočeská univerzita. V roce 2010 našel archeolog Tomáš Durdík na koruně věže zlomky středověkých kachlů. Následně začaly práce na základní obnově tvrze, která pokračovala do roku 2021 a vyšla na cca 25 milionů korun. Během oprav byly obnoveny vnitřní podlahy jednotlivých pater, postaveno vnější schodiště a zazděn přízemní vchod. Také bylo vystavěno hrázděné patro, na které byla položena dlátková střecha pokrytá dřevěným šindelem. Věž je přístupná veřejnosti od roku 2022.
VelešínHrad Velešín byl od dobudování vodní nádrže Římov v roce 1976 nepřístupný. V roce 2004 začala jednání o zpřístupnění hradu, kterých se kromě sdružení zúčastnili také zástupci obcí Velešín a Svatý Jan nad Malší a podniků Lesy České republiky a Povodí Vltavy. Díky provedení různých ústupků se nakonec v roce 2007 podařilo hrad zpřístupnit. V témže roce došlo k nainstalování informačního panelu a v roce 2008 byl proveden archeologický výzkum.